# Волосово (Устюженский район)
Волосово — деревня в Устюженском районе Вологодской области.
Входит в состав Никифоровского сельского поселения, с точки зрения административно-территориального деления — в Никифоровский сельсовет.
Расстояние до районного центра Устюжны по автодороге — 16 км, до центра муниципального образования посёлка Даниловское по прямой — 1,4 км. Ближайшие населённые пункты — Бородино, Даниловское, Никифорово, Трестенка.
По переписи 2002 года население — 30 человек (12 мужчин, 18 женщин). Преобладающая национальность — русские (97 %).